# Departure (album av Journey)
Departure är ett musikalbum från 1980 av den amerikanska rockgruppen Journey. Mest känt från albumet är öppningsspåret "Any Way You Want It". Albumet är det sista med Gregg Rolie i bandet, han skulle ersättas av Jonathan Cain inför Escape.

## Låtlista
1. "Any Way You Want It" (Steve Perry, Neal Schon) - 3:22
2. "Walks Like a Lady" (Perry) - 3:17
3. "Someday Soon" (Perry, Gregg Rolie, Schon) - 3:32
4. "People and Places" (Perry, Schon, Ross Valory) - 5:05
5. "Precious Time" (Perry, Schon) - 4:49
6. "Where Were You" (Perry, Schon) - 3:01
7. "I'm Cryin'" (Perry, Rolie) - 3:43
8. "Line of Fire" (Perry, Schon) - 3:06
9. "Departure" (Schon) - 0:38
10. "Good Morning Girl" (Perry, Schon) - 1:44
11. "Stay Awhile" (Perry, Schon) - 2:48
12. "Homemade Love" (Perry, Schon, Smith) - 2:54

På en specialutgåva från 2006, finns ytterligare två låtar med, "Little Girl" och "Natural Thing".

## Medverkande
- Steve Perry - sång
- Neal Schon - gitarr
- Gregg Rolie - keyboard, sång
- Ross Valory - bas
- Steve Smith - trummor